# Garzon y Collazos
Pour les articles homonymes, voir Garzon.
Garzón y Collazos est un duo de musique traditionnelle colombienne, formé par Darío Garzón Charry et Eduardo Collazos Varón entre 1938 et 1977.

## Formation et trajectoire du groupe
Le duo s’est formé en 1938. Les deux artistes chantaient et jouaient ensemble à la guitare. Darío Garzón est réputé avoir été l’auteur des paroles des premières chansons, tandis qu'Eduardo Collazos composait surtout les accompagnements.
Dans les années 1940 et 50, le duo connaît un succès grandissant en Colombie, ce qui amène plusieurs poètes colombiens à leur composer des chansons. En 1962, Le poète Jorge Villamil écrit ce qui sera un de leurs plus grands succès, Espumas.
Le groupe est également connu pour avoir composé les chansons Soy colombiano, et Los guaduales.
Le groupe se sépare en 1977 lorsque Eduardo Collazos meurt.

## Genre musical
Le groupe était spécialisé dans la musique traditionnelle colombienne. Il est connu pour ses compositions de bambucos, de valses et de sanjuaneros.